# Qaratoba
Qaratoba är en ort i Azerbajdzjan.   Den ligger i distriktet Qusar Rayonu, i den nordöstra delen av landet, 180 km nordväst om huvudstaden Baku. Qaratoba ligger 117 meter över havet och antalet invånare är 637.
Terrängen runt Qaratoba är lite kuperad. Närmaste större samhälle är Yalama, 5,4 km norr om Qaratoba.
Trakten runt Qaratoba består till största delen av jordbruksmark. Runt Qaratoba är det ganska tätbefolkat, med 129 invånare per kvadratkilometer.